# Pila de agua bendita (Bessay-sur-Allier)

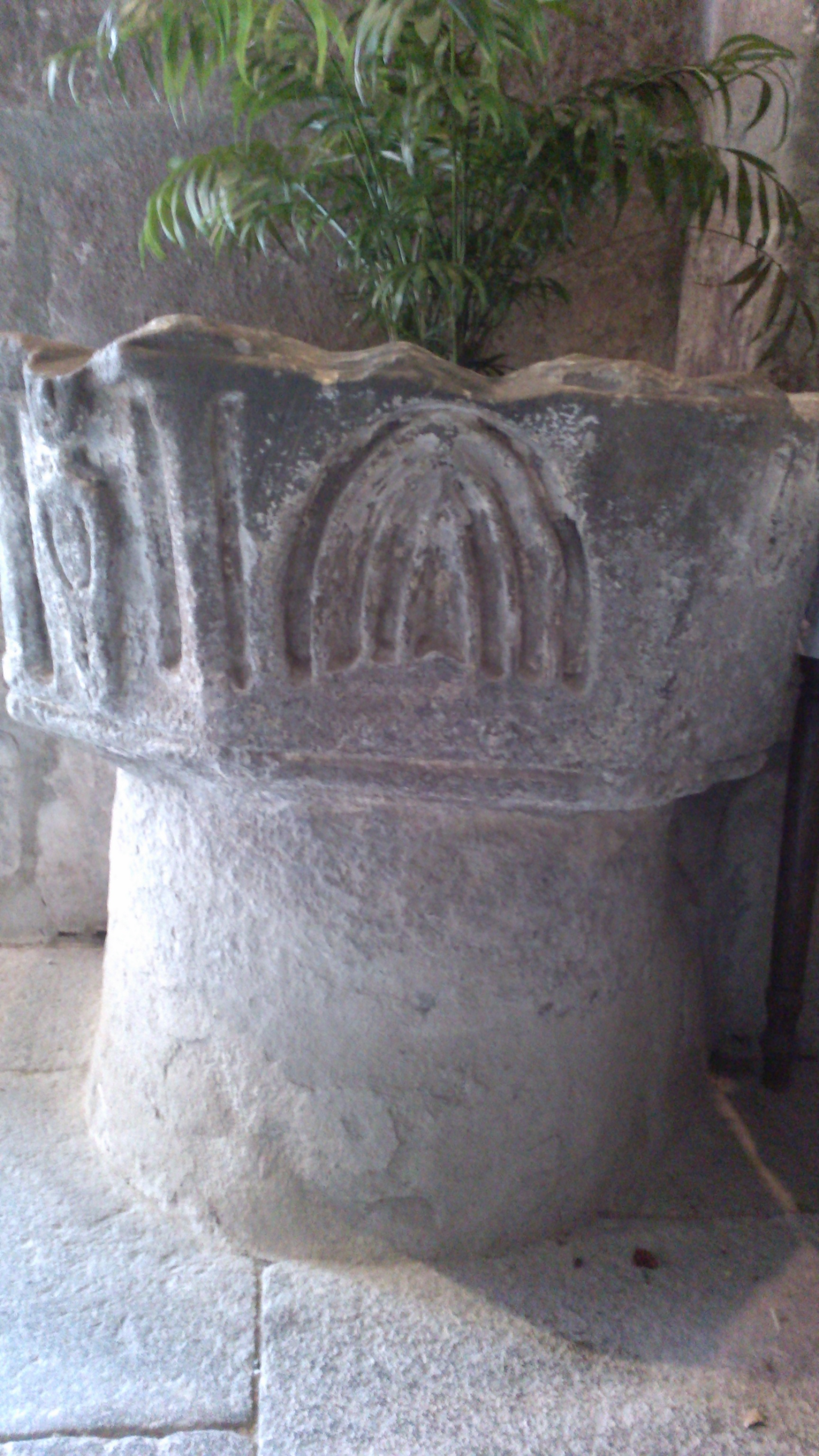
Pila de agua bendita en la iglesia de St-Martin

La Pila de agua bendita en la iglesia de St-Martin en Bessay-sur-Allier, una comuna francesa en el departamento de Allier en la región de Auvergne-Rhône-Alpes, fue creada en el siglo XII. En 1910, la pila románica del agua bendita fue clasificada como monumento histórico.
La pila de piedra de 75 cm de altura proviene de la iglesia de Neuglise, que fue demolida alrededor de 1850. Además de los relieves en forma de arcos, también se muestra a una persona en la pared exterior.

## Literatura
- Le Patrimoine des Communes de l’Allier. Band 2. Flohic Editions, Paris 1999, ISBN 2-84234-053-1, página 910